# One Churchill Place
One Churchill Place es un rascacielos de 156 m de altura y 32 pisos que en la actualidad actúa como sede de Barclays Bank. Está situado en la zona de Docklands en el Canary Wharf, Londres. El edificio es el séptimo edificio de oficinas más alto en el Reino Unido y el cuarto edificio más alto en Docklands, después de One Canada Square, del HSBC Group Headquarters y del Citigroup Centre, Londres.
El edificio fue diseñado por HOK International, y construido por contratistas del Canary Wharf. Fue inaugurado oficialmente en junio de 2005 por el presidente de Barclays, Matthew Barrett, y fusionó diferentes oficinas de Barclays en Londres en un solo edificio. La antigua sede corporativa se encuentra en 54 Lombard Street, en la City de Londres.

## Datos clave
- Nivel -1: Gimnasio
- Planta Baja: Recepción
- Nivel 2: Presentación suite y salas de reuniones
- Nivel 3: Personal de restaurante y deli-bar, sala de correo e imprenta
- Niveles de 18 a 23: Pisos para inquilinos (pisos 21, 22 y 23 ocupados por London Organising Committee for the Olympic Games, la Olympic Delivery Authority y London Development Agenc y los pisos 18, 19 y 20 están ocupados por BGC Partners)
- Nivel 30: Sala de reuniones
- Nivel 31: Oficinas ejecutivas